# Micheline Thienpont
 (octobre 2012).
Si vous disposez d'ouvrages ou d'articles de référence ou si vous connaissez des sites web de qualité traitant du thème abordé ici, merci de compléter l'article en donnant les références utiles à sa vérifiabilité et en les liant à la section « Notes et références ».
Micheline Thienpont, née le 6 avril 1980, est une journaliste belge travaillant sur la chaine de télévision RTL-TVI.